# Promethes shirozui
Promethes shirozui är en stekelart som beskrevs av Nakanishi 1986. Promethes shirozui ingår i släktet Promethes och familjen brokparasitsteklar. Inga underarter finns listade i Catalogue of Life.